# دارالعلوم زاهدان
دارالعلوم زاهدان یا مدرسه علوم دینی مکّی از مراکز آموزشی اهل‌سنت در شهر زاهدانِ سیستان و بلوچستان به‌شمار می‌رود. این مرکز در سال ۱۳۴۹ توسط عبدالعزیز ملازاده بنیان‌گذاری شد و هم‌اکنون دارای حدوداً ۲۵۰۰ دانشجو اعم از مرد و زن می‌باشد. امروزه از این مرکز به‌عنوان «بزرگ‌ترین مرکز دینی اهل‌سنتِ ایران» یاد می‌شود.
در آغاز مسجد جامع مکی احداث شد و سپس در کنار آن در سال ۱۳۴۹ «دارالعلوم» با نزدیک ۶۰–۸۰ دانشجو و ۶ آموزگار در خیابان خیام ساخته شد، که مرکز آموزشی کوچکی بود. عبدالعزیز ملازاده مسئولیت اقامهٔ نماز مسجد جامع مکی و مدیریت دارالعلوم را برعهده داشت. مولوی عبدالحمید بنا بر دعوت مولوی عبدالعزیز در دارالعلوم مشغول به تدریس شد.با بیماری قلبی مولوی ملازاده در سال ۱۳۵۶، مدیریت دارالعلوم به مولوی عبدالحمید واگذار شد و پس از مرداد ۱۳۶۶ و درگذشت عبدالعزیز ملازاده در مشهد، مولوی عبدالحمید به‌عنوان امام جمعه اهل‌سنت زاهدان نیز انتخاب شد.
در سال ۱۳۶۴ مفتی محمدقاسم قاسمی توسط عبدالحمید اسماعیل‌زهی به عنوان مسئول امور آموزشی تعیین شد. پس از آن مسئولان دارالعلوم با خریداری منازل اطراف، اقدام به توسعه آن کردند. از جمله اقدامات دارالعلوم، تأسیس دفتر امور دانشجویی برای ارتباط با دانشجویان، تأسیس خوابگاه دانشجویی و برگزاری جلسات تربیتی برای دانشجویان بوده‌است.
از دیگر بخش‌های دارالعلوم می‌توان به «معهد اللغة العربیة و الدراسات‌ الإسلامیة»، بخش ویژهٔ طلاب شوافع، «مکتب حضرت عایشه صدیقه»، «دارالافتاء»، «دارالتحکیم»، مجمع فقهی اهل‌سنت، «دارالتربیة» و کتابخانهٔ ۵۴٬۰۰۰ جلدی دارالعلوم اشاره کرد.

## کتابخانه
«کتابخانه مرکزی دارالعلوم زاهدان» در سال ۱۳۵۰ تأسیس شد. اسناد این کتابخانه حدود ۵۴۰۰۰ جلد کتاب در موضوعات مختلف است و تمرکز بیشتر منابع بر موضوعاتی چون علوم اسلامی، عقاید و کلام، علوم قرآن و تفسیر، علوم حدیث و رجال، فقه و اصول، تاریخ اسلام و جهان، ادبیات و زبان عربی و فارسی است. این آثار به زبان‌های فارسی، عربی، اردو، انگلیسی، کُردی و برخی از زبان‌های محلی ایران است.

## سایر بخش‌ها
این بخش ها در آینده نزدیک راه اندازی و توسعه می‌یابند:
- مرکز پژوهش‌های اهل‌سنت ایران
- مدرسه فنی و حرفه ای مکی زاهدان
- مجتمع آموزشی مکی (وابسته به دارالعلوم) دارای مدارس دخترانه و پسرانه به صورت دوره های ابتدایی، متوسطه اول و متوسطه دوم (رشته های تجربی، انسانی، معارف اسلامی و ریاضی) در شهرهای زاهدان، سنندج، گرگان، زابل، ایرانشهر، سراوان، خاش و چابهار
- پژوهشکده شافعی شناسی (خدمتی از دارالعلوم زاهدان برای شناخت و توسعه مذهب امام شافعی (رح)، به عنوان یکی از مذاهب جامعه اهل‌سنت ایران) در دو دفتر زاهدان و سنندج